# Bondo
 Denne artikel omhandler det administrative distrikt Bondo i Kenya. Opslagsordet har også en anden betydning, se Bondo (folk).
Bondo er et administrativt distrikt i provinsen Nyanza i Kenya. Distriktet har et areal på 
og et indbyggertal på ca.  indbyggere. Sprogene engelsk og swahili er modersmål, og den overvejende religion er kristendom. Børnedødelighed i distriktet er 120 ud af 1.000 børn under 5 år og kun omkring 24 % af befolkningen har adgang til rent drikkevand. Omkring 29,4 % lider af HIV/AIDS, og gennemsnitslevealdereren er 43 år.
Bondo ligger ud til Victoriasøen i den vestlige del af Kenya i provinsen Nyanza. Der bor 240.000 mennesker i Bondo-distriktet, og den overvejende etniske gruppe i området er Luo.
Distriktet er blandt de fattigste i Kenya, og 60 % af befolkningen lever under fattigdomsgrænsen.  Fiskeri udgør en væsentlig indtægtskilde for landsboerne langs bredden af Victoriasøen. Andre steder lever de fleste ved subsistenslandbrug. Utidssvarende landbrugsmetoder, udpint jord og uregelmæssig nedbør betyder, at de små jordbrug ikke kan brødføde en familie. Familierne er derfor afhængige af at skaffe ekstraindtægter fra småhandel og løsarbejde. Mange børn er nødt til at bidrage til familiens underhold i stedet for at gå i skole. 
Grundvandsressourcerne i Bondo er knappe og i flere områder er det ikke muligt at etablere brønde. Befolkningen er derfor i vidt omfang afhængig af vand fra Victoriasøen, små vandløb og regnvand, der opsamles i vandhuller. Ofte er der tale om forurenet vand, der udgør en sundhedsrisiko.
Ud over HIV/AIDS udgør malaria, diarré og åndedrætssygdomme alvorlige trusler mod børnenes sundhed og overlevelse. I nogle områder af Bondo skal folk gå i flere timer for at få adgang til sundhedsydelser, og sundhedsklinikkerne er generelt underbemandede, personalet utilstrækkeligt uddannet, og der er mangel på medicin og udstyr.